# Flavigny (Marne)
Flavigny település Franciaországban, Marne megyében. Lakosainak száma 177 fő (2022. január 1.). Flavigny Plivot, Avize, Les Istres-et-Bury, Oiry, Rouffy, Saint-Mard-lès-Rouffy és Blancs-Coteaux községekkel határos.

## Népesség
A település népességének változása:
| Lakosok száma | 108  | 178  | 190  | 205  | 176  | 166  | 165  | 170  | 174  | 177  |
|               | 1968 | 1982 | 1990 | 2006 | 2013 | 2015 | 2017 | 2019 | 2020 | 2022 |